# Jiří Mikula (malíř)
Jiří Mikula (19. ledna 1926 Poplze – 16. dubna 2004) byl český malíř, grafik a ilustrátor. Patřil ke kmenovým členům skupiny Radar. Během normalizace působil jako prorektor a posléze jako rektor na Vysoké škole  uměleckoprůmyslové v Praze. Jako grafik a malíř se v této době věnoval především angažované tvorbě.  Zásadnější význam měly jeho ilustrátorské práce týkající se specializované oblasti paleontologie a archeologie.

## Životopis
Jiří Mikula se narodil a prožil dětství v obci Poplze na Litoměřicku. Studoval na Střední grafické škole v Praze, kde mezi jeho spolužáky patřili Dobroslav Foll, Jiří Chadima, František Skála a pozdější manželka Milada Mikulová. Během druhé světové války byl jeden rok totálně nasazen v Karlínské tiskárně. Mezi lety 1945 – 1950 studoval v ateliéru Karla Svolinského na Vysoké škole  uměleckoprůmyslové v Praze (VŠUP). Po ukončení vysoké školy absolvoval roční praxi ve Vojenském ženijním učilišti v Litoměřicích. Zde se při práci na dřevorytech, ilustracích k dílu Karla Hynka Máchy sblížil se svojí budoucí manželkou Miladou. Společně realizovali první portréty pravěkých lidí a krajiny geologických období. Paleontologie ho zajímala již od dětství. Zabývat se jí začal v druhé polovině šedesátých let 20. století. V rámci svého amatérského výzkumu nalezl ve středních Čechách pravěké relikty. V této době začal spolupracovat s geology a paleontology. Mezi lety 1967 až 1973 vystudoval kurz prehistorie, který pořádalo pražské Národní muzeum. Na přelomu šedesátých a sedmdesátých let se podílel na tvorbě řady popularizačních prací jako byly například Středočeské praplastiky (1970) nebo Praplastiky bohemienu v dolním Poohří (1972).
Od roku 1950 vedl jako výtvarný redaktor edice Svět a Světový válečný román v nakladatelství Naše vojsko (do roku 1975). S manželkou Marií tvořili v padesátých letech 20. století autorskou dvojici a pod většinou realizovaných zakázek byli podepsáni jako Jiří a Milada Mikulovi. Realizovali společně cyklus linorytů Z vojny. Mezi jejich další práce patří například ilustrace pro výběr z díla Karla Hynka Máchy Zemi krásnou, zemi milovanou (vydalo Naše vojsko, 1956) nebo ilustrace ke knize Ilji Grigorjeviče Erenburga Naděje neumírá (Naše vojsko, 1960). Společně ilustrovali také knihu Konstantina Michajloviče Simonova Člověk se nerodí pro válku (Naše vojsko, 1965 a 1966).
Od roku 1953 byl členem Českého fondu výtvarných umění (ČFVU), od roku 1961 členem Svazu československých výtvarných umělců (SČVU). Patřil ke kmenovým členům umělecké skupiny Radar. Spolupracoval s Ústřední půjčovnou filmů, kde pracoval na plakátech k angažovaným filmům, například Mladá garda režiséra Sergeje Gerasimova (1965).   
Patřil k umělcům, kteří se přizpůsobili dané době. Mezi lety 1962 až 1967 spolupracoval pod krycím jménem „Malíř“ se Státní bezpečností. V roce 1976 se stal vedoucím ateliéru ilustrace a užité grafiky na VŠUP. V roce 1977 obhájil docenturu a roku 1982 byl jmenován profesorem. Působil také ve vedení školy. Prorektorem byl jmenován v roce 1979 a jako rektor zde působil od roku 1985 až do roku 1989. V 80. letech patřil ke členům redakční rady časopisu Výtvarná kultura.
Po Sametové revoluci (1989) odstoupil z funkce rektora a stáhl se do ústraní. V této etapě svého života se vracel do rodného kraje jako náruživý sběratel pravěkých artefaktů. V letech 2000 až 2004 probíhala v libochovickém zámku výstava těchto artefaktů z jeho soukromé sbírky. K výstavě vydal vlastním nákladem ilustrovanou naučnou knihu 100 x pravěk obrazem.

## Tvorba

### Padesátá a šedesátá léta 20.století
V padesátých letech pracoval jako knižní grafik, typograf a ilustrátor nakladatelství Naše vojsko. Výtvarně se věnoval edici Klasikové sovětské prózy v nakladatelství Odeon. Ilustroval například povídku Arkadije Gajdara Poselství R.V.S. (Státní nakladatelství dětské knihy, 1960). Výjimkou byly ilustrace dvou knih Olgy Krejčové pro nejmenší – Méďové (Albatros, 1970) a Jak se méďové učili bát (Albatros, 1971). V roce 1977 ilustroval výbor básní Vyznání Jevgenije Dolmatovského (Lidové nakladatelství). Ilustroval knihy, časopisy a noviny (Plamen, Československý voják). Věnoval se tvorbě plakátů a později výjimečně také tvorbě poštovních známek. Jako ilustrátor byl prezentován na tehdejších přehlídkách ilustrační tvorby nejen v Československu, ale i v zahraničí (Itálie, SSSR, NSR, Kuba, Egypt, Vietnam, Maroko, Tunis, Řecko, Jugoslávie, Polsko, Maďarsko, Bulharsko, Rumunsko atd.).
Jeho grafické a malířské práce v rámci volné tvorby byly výrazně angažované (triptych Ohrožení naděje a lidstva, 1954). Společně s manželkou vytvořili dřevorytové cykly, jako například Láska (1960), Černý břeh (1961), Lidé a kameny (1964) nebo grafické listy Stará a nová vesnice (1962 - 1970). Na počátku šedesátých let používali tzv. převrácenou techniku rytí (technika linorytu).
Malbě se Jiří Mikula věnoval od čtyřicátých let příležitostně. Od roku 1962 začal vystavovat také svoje malby, například Nový stadion (tempera, 1962), Modrý interiér (olej, 1964), Redakční porada (nebo Schůze, olej, 1964). V malířské tvorbě pracoval postupně se zjednodušenými formami jako bylo mozaikové rozložení, geometrizace nebo protáhlé figury s malými hlavami. Tmavé linie nahradila barevnost s mnoha odstíny modré.  
V polovině šedesátých let na základě tvorby Roberta Rauschenberga začal do maleb přidávat drobné předměty jako pružiny, kroužek od klíče, úlomek hřebene a další drobné díly různých věcí. Autorova reakce na současné trendy, spojení op-artu s asambláží (například Barevná rychlost, 1965) nezaujala odbornou ani laickou veřejnost. Během druhé poloviny šedesátých let se autorova tvorba tříštila. Věnoval se asambáži. Dynamický rozvoj technického světa se snažil zachytit op-artovými iluzemi ve figurativních kompozicích. Kolem roku 1967 cyklus geometrizovaných krajin zpracoval do lyrické polohy pastelovými barvami. Sám později již jako vysokoškolský profesor zhodnotil toto svoje umělecké období jako „problematické období spekulativního  experimentování“ a vlastní kritikou ukázal „správné“ pochopení normalizačního moderní umění.

### Sedmdesátá a osmdesátá léta 20.století
Po ukončení spolupráce se skupinou Radar se věnoval většinou politicky angažované grafické tvorbě. Společně s manželkou se účastnil svými grafickými cykly výstav Výtvarní umělci k 30. Výročí osvobození Československa Sovětskou armádou (1975), Česká protiválečná grafika 1940–1975 (1977), Umění vítězného lidu (1978), Současná grafika pražských členů SČVU (1982) nebo Výtvarní umělci Mostecku (1982).
V rámci malířské tvorby se vrátil zpět k realistickým principům. Malby vytvářel podle vlastních fotografických předloh. Mezi lety 1977 až 1983 pracoval na obrazech s figurální tematikou. (Rodiče a děti, Koupání pod jezem, Pláž Santa Maria u Havany a další). V další tvorbě do roku 1989 se inspiroval životem v městských ulicích (Křižovatka před Májem, Stanice Hradčanská, Naskočila zelená atd.) Z minulého období zůstala pestrá barevnost a výška nanesené barvy, tvořící místy skoro plastický tvar.
Ilustroval především literaturu poplatnou režimu, jako například Havířské balady Marie Majerové (Odeon, 1977).
V roce 1986 vydal publikaci Pražské korzo (Panorama, 1986 a 1989), kde zúročil svůj celoživotní zájem o fotografii. Kniha dokumentuje dobové pražské reálie a byla vydána v pěti jazycích.
Také v tomto období zůstával věrný svému zájmu o paleontologii. V nakladatelství Albatros vydal autorské knihy Zuby macharoidů (1980) a Kly mastodontů (1989). S geologem a archeologem Karlem Žeberou spolupracoval na knihách Říp, hora v jezeru a Dvacetkrát starší než Altamira, které byly vydány v roce 1984. Ilustrace prováděl klasickým realistickým přístupem pro nutné přizpůsobení pravěkým reáliím. Vytvořil moderní vědecké ilustrace. V rámci této oblasti své tvorby uspořádal samostatnou výstavu Vývoj krajiny ve čtvrtohorách, která se uskutečnila v roce 1978 v brněnském Anthroposu. 

### Ocenění
- 1960 – cena v soutěži o „Nejkrásnější knihy roku 1960“ za ilustrace ke knize Ilji Grigorjeviče Erenburga Naděje neumírá (vydalo Naše vojsko, 1960), společně s manželkou
- 1975 – první cena za grafiku z cyklu Chile 1973
- 1977 – čestné uznání nakladatelství Odeon
- 1977 – druhá cena v soutěži Nejkrásnější kniha roku 1977[5]
- 1977 – Cena ministerstva kultury ČSR
- 1982 – Zasloužilý umělec
- 1986 –  Vyznamenání Za zásluhy o výstavbu[1]